# 纳萨尔巴里
纳萨尔巴里（英語：Naxalbari）是印度西孟加拉邦大吉岭县西里古里乡纳萨尔巴里社群发展区的一个村庄，也是纳萨尔巴里社群发展区的区治。纳萨尔巴里因1967年在此地爆发的“纳萨尔巴里起义”而闻名，这场起义最终演变为纳萨尔毛派叛乱。